# Hypolimnas polymena
Hypolimnas polymena är en fjärilsart som beskrevs av Felder 1867. Hypolimnas polymena ingår i släktet Hypolimnas och familjen praktfjärilar. Inga underarter finns listade i Catalogue of Life.